# Мали ноћник
Мали ноћник (лат. Nyctalus leisleri) је врста слепог миша из породице вечерњака (лат. Vespertilionidae).

## Распрострањење
Врста је присутна у Азербејџану, Албанији, Алжиру, Андори, Аустрији, Авганистану, Белгији, Белорусији, Босни и Херцеговини, Бугарској, Гибралтару, Грузији, Грчкој, Индији, Ирану, Ирској, Италији, Јерменији, Казахстану, Кини, Летонији, Либији, Литванији, Лихтенштајну, Луксембургу, Мађарској, Македонији, Мароку, Молдавији, Немачкој, Пакистану, Пољској, Португалу, Румунији, Русији, Словачкој, Словенији, Србији, Турској, Уједињеном Краљевству, Украјини, Француској, Холандији, Хрватској, Црној Гори, Чешкој, Швајцарској, Шведској и Шпанији.

## Станиште
Мали ноћник има станиште на копну.

## Угроженост
Ова врста није угрожена, и наведена је као последња брига јер има широко распрострањење.

### Популациони тренд
Популациони тренд је за ову врсту непознат.